# Liliana Jaramillo
Liliana Jaramillo Pazmiño es  una bióloga y ecologista ecuatoriana declarada en el año 2017 por la ONU, Joven Campeona de la Tierra por América Latina y el Caribe.

## Trayectoria profesional
Estudió la carrera de biología en la Universidad Católica de Ecuador, en Quito en el año 2012. Tras seis años obtuvo su licenciatura, con una tesis sobre la interacción entre hormigas y plantas. Su objeto de análisis fueron las hormigas limón del Yasuní y su relación con los árboles. Al salir de la universidad, en el 2012 Trabajó en el Laboratorio de Biología Molecular del Museo de Herpetologia de la institución superior. En 2015 obtuvo una beca de la Secretaría Nacional de Educación Superior, Ciencia, Tecnología e Innovación (Senescyt) y viajó a Australia para estudiar una maestría en Medio ambiente en la Universidad de Melbourne.
Ha trabajado en programas de repoblación de plantas nativas andinas para su uso en ciudades como una herramienta de adaptación y mitigación al cambio climático. Fue parte del programa de Mentoría Women4Climate de C40 Cities celebrado en Quito, Ecuador, en el año 2018. Adicionalmente, Jaramillo ha trabajado en restauración urbana y proyectos de empoderamiento comunitario en Quito. Entre sus objetivos figura el ayudar a crear vínculos entre la ciencia y la comunidad. Dedicada al estudio y la conservación de especies, con el objetivo de generar mutaciones sustanciales en su  hábitat, con el fin de generar cambios para un mundo mejor.
Desde el año 2013, Jaramillo trabaja como investigadora en la Fundación Charles Darwin, Foundation for the Galápagos Islands en el programa Galápagos Verde 2050. La Fundación Charles Darwin (FCD), en estrecha colaboración con la Dirección del Parque Nacional Galápagos (DPNG), comenzó el proyecto “Galápagos Verde 2050 (GV2050)”.
Es fundadora de Nativus (https://nativus.ec/) y parte del equipo de la fundación GreatLeaf (https://www.great-leaf.org/), en ambos proyectos se ha dedicado a la generación de planes de restauración ecológica en las urbes y en ecosistemas transformados por la deforestación y cambio de uso del suelo.